# نيمانيا ياكشيتش
نيمانيا ياكشيتش هو لاعب كرة قدم صربي في مركز ظهير ‏، ولد في 11 يوليو 1995 في بريشتينا في كوسوفو. شارك مع منتخب صربيا تحت 17 سنة لكرة القدم ومنتخب صربيا تحت 19 سنة لكرة القدم. أما مع النوادي، فقد لعب مع النجم الأحمر بلغراد ونادي زيتا غلوبوفاك.

## وصلات خارجية
- نيمانيا ياكشيتش على موقع الاتحاد الأوربي (الإنجليزية)
- نيمانيا ياكشيتش على موقع قاعدة بيانات كرة القدم.إي يو (الإنجليزية)
- نيمانيا ياكشيتش على موقع Soccerway.com (الإنجليزية)